# Noël Wijsmans
Noël Wijsmans (ca. 1954) is een Belgisch voormalig volleyballer en bestuurder.

## Levensloop
Wijsmans was actief in de eredivisie bij VCM Maasmechelen. Later nam hij een internationale bestuursfunctie op binnen IKEA.
Hij is de vader van Wout Wijsmans en de voormalige partner van Moniek Cauberghe. Beiden eveneens actief in het volleybal.